# جيمس براون (سياسي أيرلندي)
جيمس براون (بالإنجليزية: James Browne)‏ هو سياسي أيرلندي، ولد في 9 نوفمبر 1975 في جمهورية أيرلندا. حزبياً، نشط في فيانا فايل. في 2016 Irish general election ‏، انتخب نائب دييل عن دائرة وكسفورد ‏ وقد انضم خلال فترته النيابية ‏ (10 مارس 2016 – ) للكتلة البرلمانية فيانا فايل.